# Jacques Adrien Sauzay
Jacques Adrien Sauzay né le 16 février 1841 dans l'ancien 2e arrondissement de Paris et mort le 24 novembre 1928 dans le 17e arrondissement de Paris, est un peintre paysagiste français.

## Biographie

### Enfance et formation
Jacques Adrien Sauzay naît le 17 février 1841, au no 50 rue du Faubourg-Montmartre dans le 2e arrondissement de Paris, du mariage d'Alexandre Charles Antoine Sauzay, employé, et de Françoise Armandine Ferrière. 
Il épouse Marguerite Louise Alaterre, le 19 avril 1899, dans le 18e arrondissement de Paris.
Il est l'élève de Audre et d'Alberto Pasini.

### Carrière
Jacques Adrien Sauzay participe, à partir de 1863, à tous les salons de peinture à Paris où il obtient les récompenses suivantes :
- 1880, mentionné au salon de Paris ;
- 1881, médaille 3e classe au salon de Paris ;
- 1883, médaille 2e classe au salon de Paris (Hors concours).

Il participe également aux expositions universelles de Paris, où il obtient en 1889, la médaille de bronze et en 1900, la médaille de bronze.
L'État se porte acquéreur de plusieurs tableaux au salon de 1870, de 1874 et de 1890.  
Il est, à cette époque, exposé dans les musées de province, à Nérac, Guéret et au Havre.

### Mort
Jacques Adrien Sauzay meurt le 24 novembre 1928, au 61 rue Nollet, dans le 17e arrondissement de Paris.

## Distinction
- Chevalier de la Légion d'honneur. Jacques Adrien Sauzay est nommé chevalier dans l'ordre national de la Légion d'honneur par décret du 11 octobre 1906 sur le rapport du ministre de l'instruction publique, des beaux-arts et des cultes[1].